# مؤشر عدم المساواة بين الجنسين

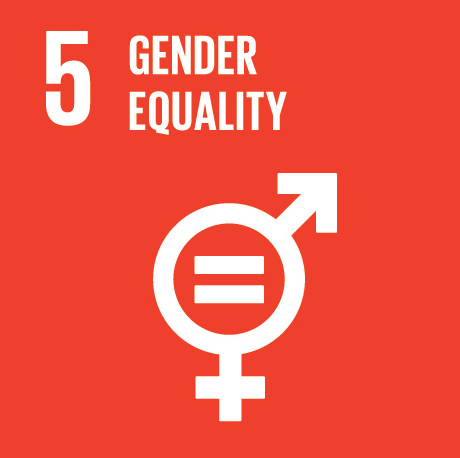

مؤشر اللامساواة الجندرية (جي. آي. آي.)، هو مؤشر لقياس التفاوت الجندري. طُرح هذا المؤشر لأول مرة في تقرير التنمية البشرية لعام 2010 (إصدار الذكرى السنوية العشرين) الصادر عن برنامج الأمم المتحدة الإنمائي (يو. إن. دي. بّي.). صرح برنامج الأمم المتحدة الإنمائي أن هذا المؤشر بمثابة مقياس مركب لقياس فشل التحصيل في بلد ما بسبب اللامساواة الجندرية. يستخدم هذا المؤشر ثلاثة أبعاد لقياس تكلفة الفرص: الصحة الإنجابية، والتمكين، والمشاركة في سوق العمل. طُرح المؤشر الجديد باعتباره مقياسًا تجريبيًا لمعالجة أوجه القصور في المؤشرات التي سبقته، مثل مؤشر التنمية الجندرية (جي. دي. آي.) ومقياس التمكين الجندري (جي. إي. إم.)، إذ طُرح كليهما في تقرير التنمية البشرية لعام 1995.

## أصول
مع تزايد الاعتراف الدولي بأهمية القضاء على عدم المساواة بين الجنسين، جرى إدخال مؤشر التنمية الجنسانية (GDI) ومقياس التمكين الجنساني (GEM) في تقرير التنمية البشرية لعام 1995. أصبحت GDI و GEM المؤشرات الأساسية لقياس عدم المساواة بين الجنسين على الصعيد العالمي لتقارير الأمم المتحدة للتنمية البشرية. واجهت GDI وGEM انتقادات كثيرة لقيودهما المنهجية والمفاهيمية.
أوضحت بينريا وبيرمانيير أن GDI وGEM ليست قياسات لعدم المساواة بين الجنسين في حد ذاتها. فمؤشر التنمية الجنسانية GDI  هو مؤشر مركب يقيس التنمية داخل البلد ثم يصحح بشكل سلبي عدم المساواة بين الجنسين؛ وGEM يقيس تمكن المرأة من الوصول إلى وسائل السلطة في الاقتصاد والسياسة واتخاذ القرارات. لا تُعد ادعاءات كل من بينريا وبيرمانيير دقيقة في تسجيل عدم المساواة بين الجنسين بشكل واضح. ووفقًا لبرنامج الأمم المتحدة الإنمائيUNDP ، انتُقد GDI لعدم قدرته على قياس عدم المساواة بين الجنسين بدقة لأن مكوناته ترتبط ارتباطًا وثيقًا بمؤشر التنمية البشرية HDI؛ وهو مقياس مركب للتنمية البشرية يستخدمه برنامج الأمم المتحدة الإنمائي.
وبالتالي، كانت الاختلافات بين HDI وGDI قليلة أو ضئيلة ما أدى إلى الإيحاء بأن الفوارق بين الجنسين ليست ذات صلة أو لا علاقة لها بالتنمية البشرية. يدعي برنامج الأمم المتحدة الإنمائي أيضًا أن كلا من GDI وGEM جرى انتقادهما لأن مستويات الدخل تميل إلى الهيمنة أو السيطرة على عنصر الدخل المكتسب، ما يؤدي إلى عدم قدرة الدول ذات مستويات الدخل المنخفض على الحصول على درجات عالية، حتى في الحالات التي قد تكون فيها مستويات عدم المساواة بين الجنسين منخفضة. أثبتت مؤشرات GEM أنها أكثر صلة بالبلدان المتقدمة من البلدان الأقل نمواً. مع تزايد الاهتمام الدولي بالمساواة بين الجنسين، أدرك المشاركون في المنتدى الاقتصادي العالمي في عام 2007، من بين أمور أخرى، أن النهوض بالمرأة قضية مهمة تؤثر على نمو الأمم.
اعتبارًا من عام 2006، كان المنتدى الاقتصادي العالمي يستخدم مؤشر الفجوة بين الجنسين (GGI) في تقارير الفجوة العالمية بين الجنسين، والتي تصنف البلدان وفقًا للفجوات بين الجنسين، في محاولة لالتقاط أفضل الفوارق بين الجنسين. تنتقد بينريا وبيرمانيير فقط لالتقاطها أو توليها عدم المساواة في جوانب معينة من حياة المرأة ما يجعلها مقياسًا غير مكتمل لعدم المساواة أو التفاوت بين الجنسين.
وبالنظر إلى مقدار (كمية) الانتقادات التي يواجهها GDI وGEM، شعر برنامج الأمم المتحدة الإنمائي بأن هذه المؤشرات لم تستوعب بشكل كامل الفوارق التي تواجهها النساء. في محاولة لإصلاح أو تحسين GDI وGEM، قدم برنامج الأمم المتحدة الإنمائي مؤشر عدم المساواة بين الجنسين (GII) في تقرير التنمية البشرية لعام 2010. المؤشر الجديد هو مقياس مركب، والذي، وفقًا لبرنامج الأمم المتحدة الإنمائي، يجسد فقدان الإنجاز بسبب عدم المساواة بين الجنسين باستخدام ثلاثة أبعاد: الصحة الإنجابية، والتمكين، والمشاركة في سوق العمل. لا يشمل مؤشر GII مستويات الدخل كمكون أو كعنصر، والتي كانت أحد أكثر المكونات المثيرة للجدل في GDI وGEM. كما أنه لا يسمح بإنجازات عالية في بُعد واحد للتعويض عن انخفاض الإنجاز في بُعد آخر.

## الأبعاد
ينطوي مؤشر اللامساواة الجندرية على ثلاثة أبعاد هامة: الصحة الإنجابية، والتمكين، والمشاركة في سوق العمل. تُجمع الأبعاد الثلاثة في مؤشر تركيبي واحد، وذلك على نحو يراعي أهميتهم المشتركة. يرى برنامج الأمم المتحدة الإنمائي أنه لا يوجد أي علاقة تربط بين مقاييس هذه الأبعاد ومدى تقدم بلد ما، إذ من المحتمل أن يكون أداء أحد البلدان الأقل تقدمًا جيدًا إن كان التفاوت الجندري منخفضًا.  ينظر برنامج الأمم المتحدة الإنمائي إلى هذه الأبعاد باعتبارها تكامليةً، وذلك لأنه يُمكن للامساواة في بعد ما أن تؤثر على اللامساواة في بعد آخر. وبالتالي، يشتمل مؤشر اللامساواة الجندرية على ترابط الأبعاد، ما يجعل منه مؤشرًا حساسًا للترابط دون أن يعوض التحصيل العالي في أحد الأبعاد التحصيل المنخفض في بعد آخر.

### الصحة الإنجابية
ينظر بيرمانير إلى مؤشر اللامساواة الجندرية باعتباره مؤشرًا رياديًا، وذلك لكونه أول مؤشر يشتمل على دلائل مرتبطة بالصحة الإنجابية باعتبارها مقياسًا للامساواة الجندرية. ينطوي بعد الصحة الإنجابية في مؤشر اللامساواة الجندرية على دليلين: معدل وفيات الأمومة (إم. إم. آر.) الذي تُستخلص البيانات المتعلقة به من تقرير اليونيسف حول وضع الأطفال في العالم، ومعدل خصوبة المراهقات (إي. إف. آر) الذي تُستمد البيانات المرتبطة به من إدارة الأمم المتحدة للشؤون الاقتصادية والاجتماعية، على التوالي. يشير انخفاض معدل وفيات الأمومة إلى حصول النساء الحوامل على احتياجاتهن الصحية الكافية، لذا يُعتبر معدل وفيات الأمومة مقياسًا جيدًا فيما يتعلق بإمكانية حصول النساء على الرعاية الصحية. يرى برنامج الأمم المتحدة الإنمائي صحة المرأة خلال فترتي الحمل والولادة علامةً واضحةً على وضع المرأة في المجتمع.
يشير ارتفاع معدل خصوبة المراهقات -الذي يقيس حالات الحمل في سن مبكرة- إلى تعرض الأمهات والرضع لمخاطر صحية، فضلًا عن ارتباطه بالافتقار إلى التحصيل التعليمي العالي. تُعتبر الصحة الإنجابية الجانب الأكثر تأثيرًا -من بين جميع الجوانب- في ارتفاع مؤشر اللامساواة الجندرية، وذلك بحسب بيانات برنامج الأمم المتحدة الإنمائي.

### التمكين
يُقاس بعد التمكين بواسطة دليلين: البيانات المتعلقة بحصة المقاعد البرلمانية التي يشغلها كل جنس والتي يُمكن الحصول عليها من الاتحاد البرلماني الدولي، ومستويات التعليم العالي التي يُمكن الوصول إليها عن طريق مجموعات بيانات منظمة الأمم المتحدة للتربية والعلم والثقافة (اليونسكو) ومجموعات بيانات بارو-لي. يقيّم مؤشر اللامساواة الجندرية المتعلق بالتعليم العالي معدل حصول المرأة على التعليم الثانوي وما فوق. يوسّع حصول المرأة على التعليم العالي من نطاق حريتها، وذلك من خلال تعزيز قدرتها على التشكيك وزيادة اطلاعها على المعلومات، الأمر الذي يسمح لها بتوسيع أفق مشاركتها العامة.
أشارت العديد من المنشورات إلى ارتباط حصول المرأة على التعليم بانخفاض معدلات خصوبة المراهقات ووفيات الأطفال في بلد ما. يقتصر مؤشر التمثيل البرلماني على البرلمان الوطني وحسب بسبب القيود المفروضة على البيانات، بالإضافة إلى استثناءه للحكومة المحلية أو الأشكال الأخرى من المشاركات المجتمعية. ما انفك معدل تمثيل المرأة في البرلمان في التزايد، لكن تعرضت المرأة لإجحاف فيما يتعلق بالتمثيل البرلماني بمتوسط عالمي لا يتجاوز 16%.

### المشاركة في سوق العمل
يُقاس بعد سوق العمل بمشاركة المرأة في القوى العاملة. يشتمل هذا البعد على العمل المأجور، والعمل غير المأجور، والبحث الفعلي عن عمل. تُستخلص البيانات اللازمة لهذا البعد من قواعد بيانات منظمة العمل الدولية، إلا أن دخل المرأة وعملها غير المأجور غير ممثلين في بعد مؤشر اللامساواة الجندرية المتعلق بسوق العمل نظرًا للقيود المفروضة على البيانات. ينظر برنامج الأمم المتحدة الإنمائي إلى المشاركة في سوق العمل باعتبارها بديلًا مناسبًا للجوانب الاقتصادية المرتبطة باللامساواة الجندرية في ظل غياب البيانات الموثوقة المتعلقة بالدخل المكتسب في جميع البلدان.

## العمليات الحسابية
تتشابه مقاييس GII في الحسابات مع مؤشر التنمية البشرية المعدل وغير المتكافئ (IHDI)، والذي تم تقديمه أيضًا في تقرير التنمية البشرية لعام 2010، ويمكن تفسيره على أنه خسارة في نسبة التنمية البشرية بسبب أوجه القصور في الأبعاد المدرجة (المضمنة). تتراوح قيمة GII بين 0 و1، حيث يمثل 0 عدم المساواة 0٪، ما يشير إلى أن أداء النساء على قدم المساواة مقارنة بالرجال و1 هو عدم المساواة بنسبة 100٪، ما يشير إلى أن أداء النساء ضعيف مقارنة بالرجال.
هناك ارتباط بين صفوف GII وتوزيع التنمية البشرية، وفقًا لبلدان برنامج الأمم المتحدة الإنمائي التي تظهر عدم مساواة عالية بين الجنسين، تظهر أيضًا عدم المساواة في توزيع التنمية، والعكس صحيح.
مؤشر GII هو حساس للرابطة، ويستجيب للتغيرات التوزيعية عبر البعد، وهو مؤشر مركب يستخدم لتصنيف خسارة التنمية من خلال عدم المساواة بين الجنسين داخل البلد. يقيس GII عدم المساواة من خلال معالجة أوجه القصور في التدابير الأخرى من خلال إستراتيجية مجمعة باستخدام تحليل المراسلات المتعددة (MCA) لتجنب مشاكل التجميع، وهناك خمس خطوات لحساب مؤشر عدم المساواة بين الجنسين.
الخطوة 1: معالجة الأصفار والقيم المتطرفة: 
يتم اقتطاع معدل وفيات الأمهات بشكل منهجي بحد أدنى 10 والحد الأقصى 1000. يعتمد الحد الأقصى والأدنى على الافتراض المعياري بأن جميع البلدان التي تزيد فيها معدلات وفيات الأمهات عن 1000 لا تختلف في قدرتها على دعم صحة الأم بالإضافة إلى افتراض أن جميع البلدان التي تقل عن 10 لا تختلف في قدراتها. تُحسب الدول التي تبلغ تقارير التمثيل البرلماني عند 0 على أنها 0.1 بسبب افتراض أن المرأة لديها مستوى ما من التأثير السياسي وأن المتوسط الهندسي لا يمكن أن يكون له قيمة 0.
الخطوة 2: التجميع عبر الأبعاد داخل كل مجموعة جنس باستخدام الوسائل الهندسية:
إن التجميع عبر الأبعاد لكل مجموعة من الجنسين حسب الوسط الهندسي يجعل ارتباط GII حساسًا، فمعدل وفيات الأمهات ومعدل خصوبة المراهقين لا يرتبطان إلا بالإناث حيث يتم تجميع الذكور فقط مع البعدين الآخرين.
الخطوة 3: التجميع عبر مجموعات الجنس باستخدام الوسط التوافقي:
لحساب مؤشر الجنس الموزع بالتساوي، يتم تجميع مؤشرات الإناث والذكور بالوسط التوافقي للوسائل الهندسية لالتقاط عدم المساواة بين الإناث والذكور وتعديل الارتباط بين الأبعاد.
الخطوة 4: حساب المتوسط الهندسي للوسائل الحسابية لكل مؤشر:
احصل على المعيار المرجعي من خلال تجميع مؤشرات الإناث والذكور على قدم المساواة، ثم تجميع المؤشرات عبر الأبعاد.
الصحة الإنجابية ليست بمتوسط مؤشرات الإناث والذكور بل نصف المسافة أو البعد من المعايير الموضوعة.
الخطوة 5: حساب مؤشر عدم المساواة بين الجنسين:
لحساب GII، قارن مؤشر الجنس الموزع بالتساوي من الخطوة 3 بالمعيار المرجعي من الخطوة 4.

### التغيرات في حسابات 2011
وفقًا لبرنامج الأمم المتحدة الإنمائي، كان هناك تغيير طفيف في الحساب لمؤشر عدم المساواة بين الجنسين لعام 2011 من مؤشر 2010 المستخدم. تم حساب معدل وفيات الأمهات في مؤشر عدم المساواة بين الجنسين عند 10 على الرغم من أن نطاق قيم GII يجب أن يكون بين 0 و 1. لتصحيح ذلك، يتم تطبيع نسبة وفيات الأمهات بنسبة 10، ما يقلل بشكل عام من قيم GII. تم احتساب اتجاه لمؤشر GII ويمكن العثور عليه على موقع تقارير التنمية البشرية.

## الخسارة بسبب عدم المساواة بين الجنسين
نظرًا إلى عدم وجود دولة تتمتع بالمساواة الكاملة بين الجنسين، فإن جميع البلدان تعاني من بعض فقدان التنمية البشرية بسبب عدم المساواة بين الجنسين. يعني الاختلاف في الأبعاد المستخدمة في GII و HDI أن GII لا يتم تفسيره على أنه خسارة لـ HDI، ولكن له رتبة وقيمة خاصة به منفصلة عن HDI. يتم تفسير GII كنسبة مئوية وتشير إلى النسبة المئوية للتطور البشري المحتمل المفقود بسبب عدم المساواة بين الجنسين. كان المتوسط العالمي لدرجات GII في 2011 0.492، ما يشير إلى خسارة بنسبة 49.2٪ في التنمية البشرية المحتملة بسبب عدم المساواة بين الجنسين. نظرًا لقيود البيانات وجودة البيانات، حسب تقرير التنمية البشرية لعام 2010 تصنيفات GII لـ 138 دولة لعام 2008. تمكن تقرير التنمية البشرية لعام 2011 من احتساب تصنيفات GII لـ 146 دولة للسنة المشمولة بالتقرير 2011.

## الانتقادات
يُعتبر مؤشر اللامساواة الجندرية الذي بدأ تطبيقه في عام 2010 مؤشرًا جديدًا نسبيًا، لكن يوجد بعد الانتقادات الموجهة لهذا المؤشر باعتباره مقياسًا عالميًا للامساواة الجندرية. قد يفشل مؤشر اللامساواة الجندرية في تصوير وضع اللامساواة الجندرية على نحو كاف، بالإضافة إلى إمكانية إغفاله عن بعض الجوانب المهمة أو اشتماله على أبعاد غير ضرورية. يُعتبر مؤشر اللامساواة الجندرية مؤشرًا معقدًا، إذ ينطوي على العديد من العناصر التي قد يصعُب تفسيرها أو حسابها.

### الطابع المعقد
يعتقد كل من كلاوسن وشورلر وبيرمانير أن مؤشر اللامساواة الجندرية ذو طابع معقد، من شأنه أن يصعّب على الخبراء الراغبين في الاستفادة منه عملية تفسيره أو فهمه، ويعود السبب في ذلك إلى خضوع البيانات إلى العديد من الإجراءات غير الخطية. يرى بيرمانير في البساطة أمرًا ضروريًا كي يتمكن المحللون أو واضعو السياسات أو الممارسون من نقل رسالة واضحة للجمهور العام.
يزعم كلاوسن وشولر أن هدف مؤشر اللامساواة الجندرية متجسد في تمثيل التقصير في التنمية البشرية، ويضيفون بأنه لم يُذكر المعيار الذي يُقاس هذا التقصير على أساسه في أي مكان. وفي المقابل، يُقاس التقصير في مؤشر التنمية الجندرية (جي. دي. آي.) على أساس مؤشر التنمية البشرية (إتش. دي. آي.)، ما يجعل من مؤشر التنمية البشرية ممثلًا للمساواة التامة. يوضح برنامج الأمم المتحدة الإنمائي الطابع المعقد للعمليات الحسابية، إذ يشير إلى أن هذا التعقيد ضروري للحفاظ على مقياس حساس للترابط. وفي المقابل، يشير بيرمانير إلى وجود مؤشرات بديلة أقل تعقيدًا وحساسة للترابط في آن واحد.

### المزج بين المؤشرات
يعتقد كل من كلاوسن وشولر وبيرمانير أن مؤشر اللامساواة الجندرية يمزج المؤشرات من خلال بعض الطرق التي من شأنها أن تعزز من طابعه المعقد وغيرها من المشكلات الأخرى. يجمع المقياس بين الرفاه والتمكين ما قد يسفر عن مسألة إشكالية لأنه يزيد من التعقيد، ويفتقر إلى الشفافية، ويعاني من مشكلة استخدم المتوسطات الحسابية للنسب. يعتقد بيرمانير أنه يجمع بين دليلين مختلفين –أحدهما مطلق والآخر نسبي- في الصيغة الواحدة. على سبيل المثال، تتحقق اللامساواة إن كان معدل وفيات الأمومة أعلى من 10 لكل 100,000. وفي المقابل، لا تتحقق اللامساواة في التمثيل البرلماني إلا في حال وجود انحراف عن 50%. وبالتالي، إن كانت أوضاع الرجال والنساء متساوية في جميع الأبعاد، فلن يساوي مؤشر اللامساواة الجندرية قيمة صفرية كما يجب.

### الأهمية الإقليمية
ينتقد بيرمانير مؤشر اللامساواة الجندرية من حيث إمكانية اعتبار تقييمه للامساواة الجندرية واستخدامه لمجموعة الدلائل ذاتها أمرًا مناسبًا ومجديًا في جميع مناطق العالم على قدم المساواة. قد ينطوي على استخدام معدل وفيات الأمومة ومعدل خصوبة المراهقات لقياس الصحة الإنجابية في البلدان الأقل تقدمًا بعض الظلم، وذلك لأن التقصير في مثل هذه الأمور لا يُمكن تفسيره بالكامل من خلال اللامساواة الجندرية وحسب. قد يختلف أداء البلدان الأقل تقدمًا فيما يتعلق ببعد الصحة الإنجابية إقليميًا أو محليًا. قد تتأثر إمكانية الوصول إلى الخدمات الصحية أو استخدمها بالمستويات الاجتماعية والاقتصادية، أو سياسات الصحة العامة، أو الممارسات الاجتماعية والثقافية. لا تُعتبر مستويات اللامساواة الجندرية في البلدان المتقدمة كالدول الأوروبية مثلًا «متينةً بما يكفي في وجه المواصفات البديلة للدلائل المتعلقة بالجندر»، إذ يستطيع المحللون وواضعو السياسات اختيار طرق محددة لتحقيق النتائج المرجوة.

### اختيار المتغيرات
تنتقد كلاسن وشولر لفترة وجيزة مؤسسة الإعلام العالمي لفشلها في التقاط العمل غير الرسمي والعمل المنزلي أو أعمال الرعاية غير مدفوعة الأجر حيث تكون النساء ممثلات بشكل أساسي. في العديد من المجتمعات المتخلفة أو غير المتطورة، تقضي النساء والفتيات معظم أوقاتهن في العمل المنزلي بينما يقضي الرجال والفتيان أقل بكثير، إن وجد. لذلك، إذا افتقرت مؤسسة GII إلى تسجيل الوقت الذي تقضيه النساء في العمل غير مدفوع الأجر، فهذا غير كافٍ في التقاط الفوارق أو التفاوتات العالمية الحقيقية للنساء.